# Холокост в Дрибинском районе
Холокост в Дри́бинском районе — систематическое преследование и уничтожение евреев на территории Дрибинского района Могилёвской области оккупационными властями нацистской Германии и коллаборационистами в 1941—1944 годах во время Второй мировой войны, в рамках политики «Окончательного решения еврейского вопроса» — составная часть Холокоста в Белоруссии и Катастрофы европейского еврейства.

## Геноцид евреев в районе
Дрибинский район был полностью оккупирован немецкими войсками 16 июля 1941 года, и оккупация продлилась более трёх лет — до июля 1944 года. Нацисты включили Дрибинский район в состав территории, административно отнесённой к зоне армейского тыла группы армий «Центр». Комендатуры — полевые (фельдкомендатуры) и местные (ортскомендатуры) — обладали всей полнотой власти в районе.

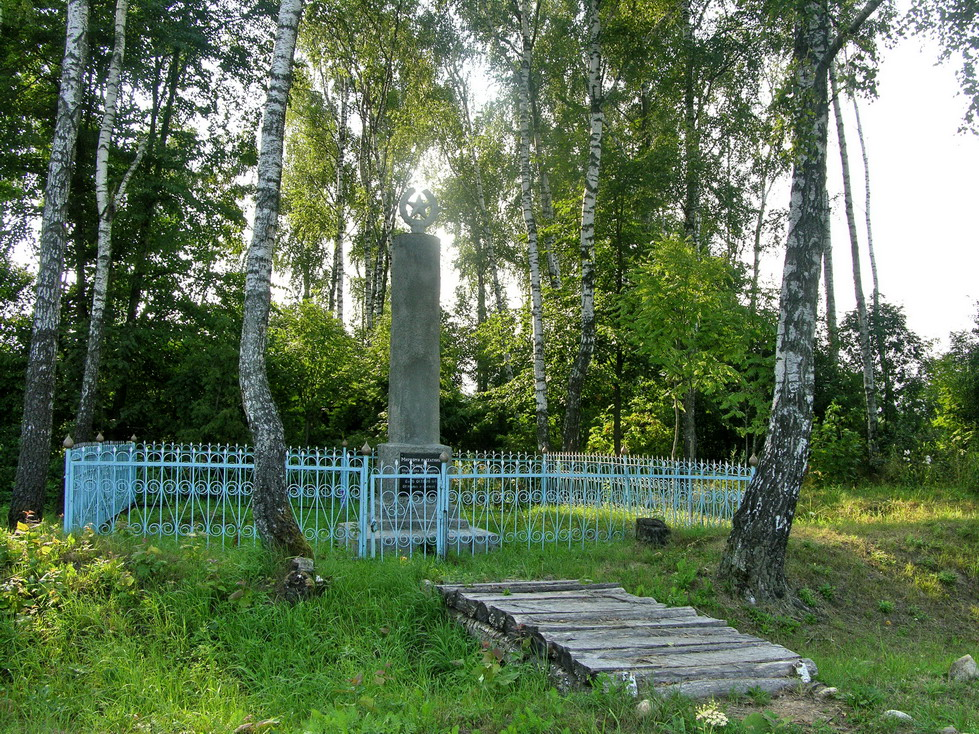
Памятник евреям Черневки

Для осуществления политики геноцида и проведения карательных операций сразу вслед за войсками в район прибыли карательные подразделения войск СС, айнзатцгруппы, зондеркоманды, тайная полевая полиция (ГФП), полиция безопасности и СД, жандармерия и гестапо.
Во всех крупных деревнях района были созданы районные (волостные) управы и полицейские гарнизоны из местных коллаборационистов.
Одновременно с оккупацией нацисты и их приспешники начали поголовное уничтожение евреев. «Акции» (таким эвфемизмом гитлеровцы называли организованные ими массовые убийства) повторялись множество раз во многих местах. В тех населенных пунктах, где евреев убили не сразу, их содержали в условиях гетто вплоть до полного уничтожения, используя на тяжелых и грязных принудительных работах, от чего многие узники умерли от непосильных нагрузок в условиях постоянного голода и отсутствия медицинской помощи.
За время оккупации практически все евреи Дрибинского района были убиты, а немногие спасшиеся в большинстве воевали впоследствии в партизанских отрядах.
Евреев в районе убили в Дрибине, в посёлках Рясно и Черневка, в деревнях Коровчино, Пичевка, Трилесино и многих других местах.

## Гетто
Оккупационные власти под страхом смерти запретили евреям снимать желтые латы или шестиконечные звезды (опознавательные знаки на верхней одежде), выходить из гетто без специального разрешения, менять место проживания и квартиру внутри гетто, ходить по тротуарам, пользоваться общественным транспортом, находиться на территории парков и общественных мест, посещать школы.
Реализуя нацистскую программу уничтожения евреев, немцы создали на территории района 4 гетто.
- В гетто посёлка Дрибин (лето 1941 — 7 октября 1941) были замучены и убиты более 800 евреев.
- В гетто посёлка Рясно (лето 1941 — 3 марта 1942) были убиты около 600 евреев.
- В гетто посёлка Черневка (лето 1941 — сентябрь 1941) были убиты около 800 евреев.

### Гетто в Пичевке
Деревня Пичевка была оккупирована с июля 1941 года до 30 сентября 1943 года.
Вскоре после оккупации немцы, реализуя нацистскую программу уничтожения евреев, организовали в местечке гетто, куда переселили и евреев из ближних деревень. Над евреями безнаказанно издевались — например, Янкеля Иткина привязали к хвосту лошади и таскали по деревне, а Абу Селекина заставили выкопать себе могилу и убили.
В октябре 1941 года всех ещё живых узников убили. На расстрел их вывозили на повозках по 6-8 человек. Всего в Пичевке были убиты около 400 евреев, из которых около половины — дети, которых, по воспоминаниям очевидцев, закопали в яму живыми.
До настоящего времени неизвестно ни место убийства евреев в Пичевке, ни имена абсолютного большинства погибших. Памятника убитым в Пичевке также нет. Опубликованы только несколько фамилий жертв.

## Память
Опубликованы неполные списки жертв геноцида евреев в Дрибинском районе.
Памятники убитым евреям района установлены в Дрибине, Рясно и Черневке.